# (31467) 1999 CG29
1999 CG29 (asteroide 31467) é um asteroide da cintura principal. Possui uma excentricidade de 0.23246290 e uma inclinação de 6.12715º.
Este asteroide foi descoberto no dia 10 de fevereiro de 1999 por LINEAR em Socorro.